# Kuosmanlampi
Kuosmanlampi eller Kuosmanjärvi är en sjö i Finland. Den ligger i kommunen Sonkajärvi i landskapet Norra Savolax, i den centrala delen av landet, 400 km norr om huvudstaden Helsingfors. Kuosmanlampi ligger 132 meter över havet. Den är 8,4 meter djup. Arean är 22,9 hektar och strandlinjen är 2,99 kilometer lång. Sjön  ingår i Vuoksens huvudavrinningsområde.   Den ligger vid sjön Luomajärvi. I omgivningarna runt Kuosmanlampi växer i huvudsak barrskog.